# 이문수 (배우)
이문수(1949년 3월 3일 ~ )는 대한민국의 배우이다.

## 학력
- 양평고등학교
- 서울예술전문대학

## 출연 작품

### 드라마
- 《영웅시대》 (1985년, MBC)
- 《북으로 간 여배우》 (1986년, MBC) - 심영 역
- 《백마고지》 (1986년, KBS1)
- 《회천문》 (1986년, MBC)
- 《제국의 아침》 (2002년, KBS1) - 태조 왕건 역
- 《나는 별 일 없이 산다》 (2010년, MBC) - 홍원장 역
- 《대물》(2010년, SBS) - 김태봉 역
- 《마이더스》 (2011년, SBS) - 이용국 역
- 《로맨스가 필요해》 (2011년, tvN) - 선우인영의 아버지 역
- 《KBS 드라마 스페셜 - 82년생 지훈이》 (2011년, KBS2) - 구기봉 역
- 《KBS 드라마 스페셜 연작 시리즈 - 소녀 탐정 박해솔》 (2012년, KBS2) - 박갑용 역
- 《신드롬》 (2012년, JTBC) - 뇌내출혈 환자 역
- 《아이 러브 이태리》 (2012년, tvN) - 금학사 역
- 《시그널》 (2016년, tvN) - 이재한의 아버지 역
- 《쓸쓸하고 찬란하神 - 도깨비》 (2016년, tvN) - 고려시대 김신의 시신을 지키던 노인 역
- 《추리의 여왕 2》 (2018년, KBS2) - 이황식 역
- 《뷰티 인사이드》 (2018년, JTBC) - 임회장 역
- 《동네변호사 조들호 2: 죄와 벌》 (2019년, KBS2) - 장문식 역
- 《나빌레라》 (2021년, tvN) - 덕출의 친구들 역
- 《고스트 닥터》 (2022년, tvN) - 장광덕 역

### 영화
- 《A+ 삶》 (1999년)
- 《킬러들의 수다》 (2001년) - 레어티즈 역
- 《박수칠 때 떠나라》 (2005년) - 박모씨 역
- 《거룩한 계보》 (2006년) - 방장 역
- 《천년학》 (2007년) - 면장 역
- 《아들》 (2007년) - 교도소장 역
- 《바르게 살자》 (2007년) - 협상 역
- 《지상의 물고기들》 (2007년) - 산부인과 의사 역
- 《굿모닝 프레지던트》 (2009년) - 조리장, 장기수 역
- 《퀴즈왕》 (2010년) - 이문수 역
- 《헬로우 고스트》 (2010년) - 할배 귀신 역
- 《그대를 사랑합니다》 (2011년) - 덕배 부 역
- 《로맨틱 헤븐》 (2011년) - 하연 아버지 역
- 《공모자들》 (2012년) - 오박사 역
- 《하이힐》 (2014년) - 택시기사 역

## 수상
- 2010년 문화체육관광부 장관표창